# О, благодать
«О, благодать», всемирно известный под своим английским названием «Amazing Grace» (дословно — «Изумительная благодать») — христианский гимн, изданный в 1779 году. Написан английским поэтом и священнослужителем Джоном Ньютоном (1725—1807), создавшим около 250 духовных гимнов.
В России гимн «О, благодать» входит в число духовных псалмов, исполняемых на русском языке в протестантских церквях. Перевод гимна включён в сборник церковных псалмов «Песнь Возрождения» под номером 1684.

## Предыстория
Гимн «Amazing Grace» принадлежит к числу наиболее популярных. «Amazing Grace» также стал гимном племени чероки после их депортации, они пели его на более чем тысячекилометровом пути в Оклахому. Гимн представляет собой духовную автобиографию человека, потерявшегося во тьме, но которого Бог привлек к свету. Стихи гимна утверждают, что прощение и искупление возможны вопреки грехам, совершённым людьми, и душа может быть освобождена от отчаяния благодаря Божьей милости. Текст гимна пытались положить на более чем 20 различных мелодий, пока в 1835 году мелодия, известная как «Новая Британия», не утвердила своё превосходство.
Ньютон написал слова к гимну, целиком и полностью опираясь на свой личный жизненный опыт. С ранних лет он служил матросом на кораблях, занимавшихся работорговлей. Во время одного из многочисленных рейсов по Атлантическому океану его корабль, попав в страшный шторм, потерпел крушение. Оказавшись на краю гибели, Ньютон впервые начал молиться. Он задумался о том, что за ту жизнь, которую вёл, он вряд ли заслуживает прощения. Но тем не менее корабль чудом спасся, и Ньютон понял, что это был знак свыше. Вскоре после этого, Ньютон оставил работорговлю, став викарием в английской деревне Олни, в графстве Бакингемшир. Здесь Ньютон познакомился с поэтом Уильямом Купером, который так же как и Ньютон пришёл к вере только в зрелом возрасте. Они стали друзьями, и плодом этой дружбы стал целый сборник под названием «Гимны Олни» (англ. Olney Hymns), который был опубликован в феврале 1779 года. В этот сборник вошло 384 гимна, которые исполнялись во время служб в церкви, где служил Ньютон. Этот сборник был очень популярным и неоднократно переиздавался. В современных церквях из всего этого множества гимнов исполняется только шесть, и самый известный из них — это «Amazing Grace».
Американский историк Гилберт Чейз пишет, что «Amazing Grace» является «без сомнения, самым известным из всех народных гимнов», а Джонатан Эйткен, официальный биограф Ньютона, утверждает, что гимн исполняется приблизительно 10 миллионов раз ежегодно. Гимн оказал неоценимое влияние на народную музыку, став символической духовной песней афроамериканцев. Глубокий универсальный смысл, который несёт в себе текст гимна, оказался востребованным не только в христианстве, но и в секулярной культуре. На протяжении XX века гимн записывался и исполнялся тысячи раз, в том числе и такими исполнителями, как Махалия Джексон, Джуди Коллинз, Арета Франклин, Долли Партон, Джонни Кэш, Элвис Пресли, Уитни Хьюстон, Il Divo, Tarja Turunen и другие. Каждый исполнитель записывал песню в собственной аранжировке.
Согласно «Словарю американской гимнологии», «Amazing Grace» является духовной автобиографией Джона Ньютона. Джон Ньютон родился 24 июля 1725 года в Уэппинге, район Лондона, вблизи реки Темза. Его отец воспитывался в католической семье, но также интересовался протестантизмом. Основным родом его деятельности была судоходная торговля. Мать Ньютона занималась независимой политикой. Отличавшаяся особой набожностью, была уверена, что в будущем её сын должен стать священнослужителем. Однако планам матери не суждено было осуществиться. Когда Ньютону было шесть лет, она умерла от туберкулёза, и с этого момента заботу о будущем сына взял на себя отец мальчика. Перед смертью мать рассказывала Джону о греховности человека и о милости Божьей, которая ведёт к покаянию. Дальнейшая жизнь юного Джона проходила в школе-интернате, куда его отправила мачеха. Здесь ему пришлось терпеть плохое обращение. Уже в возрасте одиннадцати лет он продолжил дело отца, начав работать вместе с ним на корабле, где исполнял обязанности подмастерья. Корабль занимался перевозкой рабов и курсировал между Америкой, Африкой и Старым Светом. Морская карьера молодого моряка Джона Ньютона отметилась его упорным неповиновением. На борту корабля «Greyhound», Ньютон заработал славу одного из самых ненадёжных и конфликтных людей. Неоднократно получая предупреждения от начальства не сквернословить, Джон постоянно заходил за пределы словесной распущенности. В круг его обычных развлечений входило написание оскорбительных песенок, полных сарказма и насмешек в адрес своего командования, к которому он открыто проявлял своё неуважение. Он также любил выдумывать новые ругательства и подбивать других матросов на опасные выходки, часто забывая о своих служебных обязанностях. Это привело к тому, что вскоре между Джоном и командой флота разгорелась моральная война. Возненавидевшие Джона начальство и подчинённые морили его голодом или доводили до смерти изнурительной работой. Нередко Джона сковывали цепями, точно так же, как и рабов, которых перевозили на судне. Однажды команда принудила его к работам на плантации в Сьерра-Леоне, расположенной вблизи реки Шербро (река). После нескольких месяцев работ Джон задумался о том, чтобы остаться жить в Сьерра-Леоне, но судьба распорядилась иначе: на острове Джона нашёл проходивший мимо корабль, он был спасён.
Судьбоносный случай, заставивший Ньютона задуматься о переменах в жизни, произошёл в один из многочисленных рейсов по Атлантическому океану. В марте 1748 года его судно попало в сильный шторм. Ньютон вышел на палубу, и один из членов его команды буквально через секунду после того, как получил от него приказ, был смыт за борт. За минуты до случившегося, Ньютон успел произнести: «Если этого не случится, Бог помилует нас!» (англ. «If this will not do, then Lord have mercy upon us!») Команда корабля отчаянно сражалась за жизнь, но шторм не утихал. Оказавшись на краю гибели, Ньютон впервые начал молиться. Он задумался о том, что за жизнь, которую он вёл на протяжении этих лет, он вряд ли заслуживает прощения. Но тем не менее корабль чудом спасся, и Ньютон понял, что это был знак свыше. Спустя часы после случившегося опустошённые моряки и Ньютон возвратились на палубу, где пробыли в течение следующих одиннадцати часов. Всё это время Ньютон обдумывал сказанные слова. На следующее утро, когда шторм утих, Джон Ньютон убедился в существовании Бога, который слышит и отвечает на молитвы. Он заново обнаружил Божью любовь, выраженную в Писании: «Ибо так возлюбил Бог мир, что отдал Сына Своего Единородного, дабы всякий верующий в Него, не погиб, но имел жизнь вечную. Ибо не послал Бог Сына Своего в мир, чтобы судить мир, но чтобы мир спасён был чрез Него» (Иоанна 3:16—17). Интересно, что приблизительно за несколько недель до катастрофы, Ньютон был занят чтением книги «Образец христианина», основанной на трактате XV века — «О подражании Христу» Фомы Кемпийского. Две недели спустя разрушенное судно и голодающая команда высадились в бухте Лу-Суилли, на северной оконечности Ирландии. Ньютона долгое время не покидали воспоминания о случившемся и сказанных словах. Именно с этого момента он начал задавать самому себе вопрос о том, был ли он действительно достоин милосердия Бога, или произошедшее было всего лишь закономерностью судьбы. Ньютон осознавал, что не только пренебрёг своей верой, но и всё это время поддерживал тех, кто открыто высмеивал Бога, называя его существование мифом. Позднее он писал: «Тот день, 10 марта, очень памятный день для меня и который я никогда не забуду, стал днём моего спасения из воды».
Как и многие молодые люди, Ньютон начал обращаться к вере и менять свои привычки лишь в зрелые годы жизни. В молодости он привык осуждать свою веру, находясь под влиянием своего товарища по плаванию, предложившему Ньютону обсудить книгу английского писателя Энтони Эшли Купера Шефтсбери — «Характеристики людей, манер, мнений и времён». После прочтения книги Джон Ньютон писал:

Подобно тому как неосторожный моряк оставляет свой порт перед наступающим штормом, так же и я отказался от надежд и Божьих утешений в то самое время, когда все остальные утешения обманули мои надежды. — Newton, John. The Works of the Rev. John Newton.
Вернувшись на родину, Джон связался с семьёй Полли и объявил им о своём намерении жениться на ней. Родители девушки долгое время сомневались, зная, что Ньютон зарекомендовал себя с отрицательной стороны. В обществе его знали как человека ненадёжного и порывистого, но тем не менее родители девушки позволили ему писать Полли. Вскоре после этого Джон дезертировал и отправился в Африку. Со временем он присоединился к португальскому торговцу рабами, в доме которого с ним обращались, как с невольником. Жена торговца выражала своё презрение к Джону тем, что бросала ему пищу прямо на пол, и во время еды он должен был становиться на четвереньки как животное. Отнюдь не образцовая манера поведения Ньютона привела к тому, что вскоре его переправили на Британский военно-морской флот. И он использовал эту возможность в своих интересах. Спустя недолгое время Джон бежал с флота, решив нанести визит давней подруге семьи Мэри «Полли» Кэтлетт, в которую был влюблён. Однако очень вскоре Ньютон был пойман и беспощадно выпорот. В тот период его мысли колебались между совершением убийства и самоубийством.
Со временем, в возрасте 23 лет, Джон стал капитаном корабля и в течение 6 лет занимался торговлей рабов, перевозя их от берегов Африки до Америки. Его последнее плавание к побережью Африки в 1748—1749 году стало последним в его морской карьере. Тогда на корабле начала свирепствовать лихорадка, которой заболели и рабы, и команда флота. Ньютон оказался в числе первых заболевших, но при этом он всё-таки чудом смог выжить. Позднее Ньютон вспоминал, что во время его последнего плавания, с ним произошли заметные перемены. Он не только в корне изменил отношение к работорговле, но и манеру своего поведения, сумев избавиться от сквернословия, которым отличался даже в среде матросов. После перенесённой болезни, Джон всерьёз задумался о том, чтобы отказаться от работорговли. Во время одного из промежуточных рейсов, в 1750 году, состоялась его свадьба с Полли. После женитьбы Ньютону стало всё тяжелее переносить разлуку с любимой женщиной на время каждой поездки. После трёх происшествий на корабле, за проявленные отвагу и мужество Ньютону обещали должность капитана на судне, не занимавшимся работорговлей. Однако в возрасте тридцати лет с Ньютоном случился обморок, вынудивший его остаться дома. После этого, Ньютон больше никогда не выходил в море и принял решение работать в таможне Ливерпуля. Именно тогда он начал много времени уделять изучению Библии и настолько углубился в это занятие, что принял решение стать проповедником. В 1758 году Ньютон отказался от предложения архиепископа Йоркского, по видимости потому, что не хотел получать учёную степень в университете. Хотя, наиболее вероятной причиной, могла стать его склонность к баптизму и методизму. Получить духовный сан оказалось не такой простой процедурой, но вскоре Ньютону предложили приход в Олни, небольшом городке в графстве Бакингемпшир, и в июне 1764 года Ньютон стал священником англиканской церкви. Ньютон также преподавал латинский, греческий языки и богословие.
Джон Ньютон скончался 21 декабря 1807 года в возрасте 82 лет. В своей последней проповеди он сказал:

Бог бесконечно мудр и добр. Мне из собственного опыта известно, что ни на одну йоту я не могу изменить Божьего плана. Но даже если бы я мог что-то изменить, то я бы только испортил его. Я очень неразумное создание, я слеп и не в состоянии предвидеть последствий моих желаний. Как же я могу сделать правильный выбор? и какая это неописуемая милость — что Господь избрал меня! Дорогие друзья, я теряю память, но тем не менее отлично помню, какой я великий грешник. И ещё я никогда не забуду, насколько велик Спаситель Иисус Христос! — Джон Ньютон

## История создания гимна

### «Гимны Олни»
Население английской деревни Олни, где главным занятием жителей являлось изготовление кружев ручной работы и сельское хозяйство, составляло приблизительно 2500 человек. Большинство её жителей были малообразованны и бедны. С появлением в Олни священнослужителя Джона Ньютона местная протестантская община претерпела значительные изменения. Жители, и особенно прихожане, называли пасторскую работу Ньютона уникальной прежде всего потому, что Ньютон честно признавал совершённые им грехи. В то время как большинство представителей духовенства проповедовали, соблюдая определённую дистанцию в общении со своими прихожанами, Ньютон был более открыт им. Своей миссией Ньютон называл стремление «разбить твёрдое сердце и излечить разбитое сердце». Его ревностное служение церкви и признание собственной греховности вызывали любовь и уважение со стороны прихожан. В новом приходе Ньютон познакомился с одарённым поэтом Уильямом Купером, судьба которого была во многом похожа на судьбу самого Ньютона. Имея в прошлом проблемы с законом, Уильям страдал приступами безумия, в период которых поэт несколько раз предпринимал попытки самоубийства. Купер был плохо знаком с окрестностями Олни, но тем не менее полюбил деревню и, решив не расставаться с близким другом, поселился в одном из домов. В связи с увеличившимся числом прихожан в церкви, Купер и Ньютон решили проводить еженедельные молитвенные собрания, а также начали писать церковные тексты для детей. Общий вклад, внесённый Купером и Ньютоном в развитие местной конгрегации, был весьма внушителен и заметен. В 1768 году число прихожан резко возросло.
Лирика «Гимнов Олни» основана на стихах Библии, выбранных Ньютоном и Купером для молитвенных собраний, не преследовавших никакой политической цели. Тогда же Ньютон закончил дневник, который был бесследно потерян. Ньютон начал вести дневник за 17 лет до случая, произошедшего на борту корабля «Greyhound». Последняя запись в дневнике Ньютона, сделанная в 1772 году, представляла собой подробный рассказ того, насколько он изменился с тех пор, как отказался от участия в работорговле. Начало года стало для Ньютона временем размышлений над духовным ростом. Под литературным влиянием Уильяма Купера и, частично, потому что посвящённые священники занимались написанием стихов, Ньютон решил попробовать свои силы в написании гимнов, доступных для понимания простых людей. Гимны, которые сочинил Джон, стали пользоваться таким успехом, что он решил еженедельно писать по одному гимну. Он писал сам, а также ему помогал поэт Уильям Купер, который был членом общины Джона. В течение пятнадцати лет пасторской работы в Олни Джон Ньютон написал для своей общины более трёхсот гимнов. За это время церковь заметно выросла. В истории гимнологии наиболее плодовитыми авторами гимнов стали авторы XVIII века, среди которых можно выделить Исаака Уоттса, на гимнах которого воспитывался сам Ньютон, а также Чарльза Уэсли, с которым Ньютон был знаком лично. Спустя годы брат Уэсли, Джон, известный как один из основателей методизма, возвёл Ньютона в духовный чин священнослужителя. Уоттс считался пионером в написании английских гимнов, однако большая их часть вошла в псалмы. Одни из наиболее известных гимнов Уоттса были написаны в общем метре 8.6.8.6: первая строфа включала восемь слогов, вторая — шесть.
Ньютон и Купер ввели традицию читать стихотворение или гимн на каждом молитвенном собрании. Текст гимна «Amazing Grace» был написан в конце 1772 года, и, предположительно, вошёл в текст молитвы, прозвучавшей на одном из первых молитвенных собраний 1 января 1773 года. Собрание стихов Ньютона и Купера было позднее анонимно издано в 1779 году под названием «Гимны Олни». Ньютон является автором 280 из 348 текстов «Гимнов Олни»; «1-й Паралипоменон 17:16—17, обзор веры и ожидание» был назван первой строкой гимна «Изумительная благодать! Как сладок глас».

### Критический анализ
Цикл стихов «Гимны Олни» оказало существенное влияние на различные религиозные группы. Большинство специалистов даёт более высокую оценку поэзии Купера, чем заунывному и простому языку Ньютона. Наиболее распространёнными темами сочинений Ньютона из цикла «Гимнов Олни» стали вера в спасение, восхищение божественной благодатью, самозабвенная любовь к Иисусу и страстное чувство радости, которое он обрёл благодаря своей вере. В доказательство особой привязанности Ньютона к своим прихожанам, большинство гимнов написано от первого лица; в каждом из них можно заметить сердечное раскаяние в совершённых грехах и неколебимое желание оставить грех, не повторяя его в будущем. На протяжении многих лет гимны пользовались широкой популярностью среди протестантов Великобритании. Брюс Хиндмарш, автор книги «Гимны и гимнология в Америке», утверждает, что в Америке «Amazing Grace» считают превосходным примером перспективного авторского стиля Ньютона. Часть гимнов, написанных Ньютоном, была позднее признана выдающимися работами («Amazing Grace» не входил в их число) с пометкой, что по качеству письма Ньютон превосходит поэтический язык Купера. Официальный биограф Ньютона Джонатан Эйткен, акцентируя особое внимание на «Amazing Grace», называет Ньютона «бесстыдным поэтом-песенником, писавшим для прихожан посредственного интеллектуального уровня», отмечая при этом, что только у двадцати одного из слов, использованных во всех шести строфах гимна, больше одного слога.
Большая часть текста гимна «Amazing Grace» основана на Новом Завете. Таким образом первый куплет гимна может относиться к притче о блудном сыне. В Евангелии от Луки Отец произносит слова: «Для моего сына всё было мертво, но ожило снова; он был потерян и найден». История Иисуса об излечении слепого, поведавшего фарисеям о том, что отныне он может видеть, рассказана в Евангелии от Иоанна. Ньютон использовал слова «Был слеп, но теперь я вижу», закончив предложение восклицанием «Боже, будь милостив!». Отрывки текста встречаются в личных письмах Ньютона и его дневниковых записях от 1752 года. Эффект лирической аранжировки, по словам Брюса Хиндмарша, осуществляется посредством внезапного всплеска энергии в возгласе «Изумительная благодать!», за которым следуют слова «Как сладок звук!». В книге «Аннотируемая антология гимнов» использование Ньютоном присловия в начале текста называют «непродуманным, но действенным» в общей композиции, предполагающей «убедительное утверждение веры». Слово «благодать» использовано в следующем абзаце три раза, что подтверждает автобиографию духовного роста Ньютона, а также очевидно свидетельствует о трепетном отношении Ньютона к своим прихожанам. Принцип спасения по благодати является не столько отличительным признаком богословия Реформации, сколько вообще уникальной характеристикой христианства в понимании спасения. Библия утверждает, что Бог милостив к недостойным, которые не делают, что могли бы делать, которым нечем оправдать себя, которые могут только взывать: «Боже, будь милостив ко мне, грешнику!». И потом получают то, чего никогда не могли бы заслужить.
…И пришел царь Давид, и стал пред лицем Господним, и сказал: кто я, Господи Боже, и что такое дом мой, что Ты так возвысил меня? Но и этого ещё мало показалось в очах Твоих, Боже; Ты возвещаешь о доме раба Твоего вдаль, и взираешь на меня, как на человека великого, Господи Боже!
Текст основан на отрывке из 1-й Паралипоменон 17:16—17 — это благодарственная молитва царя Давида, узнавшего, что Господь избрал его и его дом среди всех остальных. Ньютон видел себя грешником Давидом, незаслуженно избранным Богом. Считается, что гимн был написан на основе проповеди, которая проводилась в первый день 1773 года и основывалась как раз на этом отрывке. Тогда в январе 1773 года Ньютон прочёл проповедь, в которой выразил признательность наставничеству Бога. Ньютон считал, что Бог вовлечён в повседневные жизни всех христиан, возможно, не подозревающих об этом. Он также был убеждён, что мирное долготерпение ежедневных жизненных испытаний дарует вечную жизнь в раю. Некоторые христиане интерпретируют это как предсказание Иисуса Христа, явившемуся к потомку Давида и обещавшему Богу спасение для всех людей. По мнению Ньютона, неисправимые грешники были «ослеплены богом этого мира». Причисляя себя к числу этих грешников, Ньютон говорил: «Милосердие настигло нас не только незаслуженно, но и нежеланно… наши сердца не позволяли допустить его, до тех пор пока Он не преодолел нас силой своей благодати».
Уильям Фиппс в своей книге «Аннотируемая антология гимнов» и Джеймс Бэскер интерпретировали первую строфу «Amazing Grace» как свидетельство осознания Ньютоном того, что его участие в работорговле было ничтожным, возможно, представляя более широкое понимание побуждений Ньютона. Ньютон объединил силы с человеком по имени Уильям Уилберфорс, членом британского парламента, совместно с которым начал парламентскую кампанию по отмене работорговли в Великобритании (закон об отмене рабства «Удивительная лёгкость»). Несмотря на то, что в 1780-е годы Ньютон покинул Олни и стал убеждённым аболиционистом, он никогда не связывал «Amazing Grace» со своими антирабовладельческими чувствами. Последняя проповедь, прочтённая Ньютоном в Олни, была посвящена тому, что избавление от отчаяния, безнадёжности и мучительной неудовлетворённости собой возможно. Стив Тёрнер, автор книги «Amazing Grace: история любимой песни Америки», предполагает, что Ньютон мог относить слова этой проповеди к своему близкому другу Куперу, страдавшему от неустойчивого душевного состояния.

## Текст
| Amazing grace! How sweet the sound, That saved a wretch like me! I once was lost but now I am found Was blind, but now I see. ’Twas grace that taught my heart to fear, And grace my fears relieved; How precious did that grace appear The hour I first believed! Through many dangers, toils, and snares, We have already come; ’Tis grace hath brought me safe thus far, And grace will lead me home. The Lord has promised good to me, His word my hope secures; He will my shield and portion be As long as life endures. Yes, when this flesh and heart shall fail, And mortal life shall cease, I shall possess, within the veil, A life of joy and peace. The earth shall soon dissolve like snow, The sun forbear to shine; But God, who called me here below, Will be forever mine. When we've been there ten thousand years, Bright shining as the sun, We've no less days to sing God's praise Than when we'd first begun. | О, благодать, спасён тобой Я из пучины бед; Был мёртв и чудом стал живой, Был слеп и вижу свет. Сперва внушила сердцу страх, Затем — дала покой. Я скорбь души излил в слезах, Твой мир течёт рекой. Прошёл немало я скорбей, Невзгод и чёрных дней, Но ты всегда была со мной, Ведёшь меня домой. Словам Господним верю я, Моя вся крепость в них: Он — верный щит, Он — часть моя Во всех путях моих. Когда же плоть моя умрёт, Придёт борьбе конец, Меня в небесном доме ждёт И радость, и венец. Земля истает словно снег, Иссякнет солнца свет, Тобой призвавшим меня здесь, Навеки я согрет. Пройдут десятки тысяч лет, Забудем смерти тень, А Богу так же будем петь, Как в самый первый день. |

## Популяризация гимна

### Распространение
По словам Уильяма Рейнолдса, профессора церковной музыки Южнозападной Баптистской богословской семинарии, основную роль в популяризации гимна «Amazing Grace» сыграл музыкант-любитель, баптист Роберт Х. Коулман, и с тех пор гимн зазвучал так, как звучит сегодня. Коулман, живший в Далласе, был основным редактором и автором сборников гимнов в начале XX века. В период с 1909 по 1939, по словам Рейнолдса, Коулман опубликовал 33 сборника, специально приспособленных для общего пения. В эти сборники входил и гимн «Amazing Grace». Коулман занимался не только редактированием, но и изданием гимнов. До и после Первой мировой войны он также нёс служение музыкального руководителя на ежегодных конгрессах Южной и Северной Баптистских Конвенций. Несмотря на то, что мелодия этого гимна имеет английское происхождение, в Англии он довольно долгое время оставался забытым, зато «Amazing Grace» пользовался популярностью в США. С середины XX века гимн завоевал мировую известность, которая может объясняться тем, что гимн впервые связал понятие с доктриной о спасении по благодати, направленной на заботу о жизни каждого человека. Более 60 гимнов, написанных Ньютоном и Купером, были переизданы и включены в британские псалтыри и журналы, однако именно «Amazing Grace» переиздан не был. Гимн появился лишь однажды в псалтыре 1780 года, изданный под редакцией Селины Хастингс, графини Хантингдон. Известный филолог Джон Джулиан в своей книге 1892 года «Словарь гимнологии» прокомментировал, что за пределами США песня долгое время оставалась неизвестна. По мнению Джулиана, это свидетельствует о том, что «Amazing Grace» был «далёк от того, чтобы служить примером наиболее успешной работы Ньютона». В период между 1789 и 1799 годами в США было издано четыре изменённых варианта гимна Джона Ньютона, написанных специально для баптистов и конгрегационалистов, а в 1830 году стихи Ньютона также включили в свои псалтыри пресвитериане и методисты.
Наибольшее влияние гимн было оказано в XIX столетии в городах США. Это время было связано с периодом Второго «Великого религиозного пробуждения» (иногда называемого «Второй американской революцией», 1795—1830) и развитием новой системы нотной записи — «узорные ноты» (англ. shape note), сочетавшей принцип сольмизации и рисунка или узора каждого звука тетрахорда. Колоссальное религиозное движение было отмечено ростом высокой популярности церквей, а также проявлением особого интереса к духовному миру человека. Беспрецедентные сборы тысяч людей посетили загородные кампус лагеря, желая испытать на себе спасение человеческой души. Это время характеризовалось усилением, на фоне общего обмирщения сознания, борьбы представителей многочисленных (преимущественно протестантских) религиозных групп за влияние на души своих сограждан. В подобных условиях люди стремившиеся определить свою вероисповедную принадлежность, если она не была им безразлична, сталкивались с определёнными трудностями. Также немалое число обывателей оставалось либо индифферентными к религии, либо было предрасположено к крайне вульгаризированным формам религиозности, веря в самые нелепые предрассудки. На рубеже веков второе великое пробуждение коснулось границ Кентукки и Огайо. Собрания в лагерях ширились по всему региону, включая самую большую феерию в 1801 году в Кейн-Ридже, Кентукки, к северо-востоку от Лексингтона. Барьеры между конфессиями сминались, и призыв к борьбе, за которым последовало обращение верующих, ослабил традиционную теологию выбора. По мере того как проходили месяцы, некоторые проповедники, особенно среди пресвитериан, стали благосклонно относиться к вселенскому оттенку. Проповедование не было отвлечённым и общим, а носило конкретику и было направлено на спасение грешника от искушения и отступления от веры. В проповедях и песнях того времени часто использовали повторение определённых слов для того, чтобы донести написанное до малообразованных людей необходимость отказа от греховных деяний. Подтверждения и свидетельства этого стали основной темой молитвенных собраний, во время которых участник конгрегации, так же как и любой желающий, мог задуматься об отказе от грешной жизни и благочестия и мира. «Amazing Grace» стал одним из многих гимнов того времени, в котором основной акцент делался на ярость праведных пылких проповедей. Также в мотиве гимна был использован современный стиль, заимствованный из других ранее известных гимнов, авторы которых придерживались простоты и повтора.
| Английский | Русский перевод |
| --- | --- |
| Amazing grace! How sweet the sound That saved a wretch like me. I once was lost, but now am found, Was blind but now I see. Shout, shout for glory, Shout, shout aloud for glory; Brother, sister, mourner, All shout glory hallelujah. | Поразительная Благодать! Как сладок звук, Который спас столь жалкого человека как я! Однажды я был потерян, теперь же я нашёлся, Был слеп, а теперь вижу. Слава! Аллилуйя! Он Царь! Брат, сестра, кающийся грешник, Все воспевают славу Его! Аллилуйя! |

В 1800 году впервые появился формат, рассчитанный на учащихся музыкальных школ. Новый формат включал в себя всего четыре звука, символизирующих основную музыкальную гамму: fa-sol-la-fa-sol-la-mi-fa. Каждый звук сопровождался примечанием, и позже получил известность как «узорные ноты». Метод был очень удобен для преподавателей, и вскоре быстро распространился в большинстве образовательных учреждений Запада и Юга. Большая часть музыки в те годы была религиозной, однако коллективное исполнительство не преследовало никаких духовных целей. Религиозные организации либо не могли предоставить музыкальный аккомпанемент, либо отклоняли его из-за чересчур простого кальвинистского смысла, поэтому песни исполнялись в формате а капелла.

### Мелодия «Новой Британии»
На тот момент, когда Джон Ньютон написал гимн, точное происхождение музыки к нему было неизвестно. В те годы музыкальные сборники не включали музыку к гимнам, а представляли собой небольшие книги религиозной поэзии. Первый случай исполнения «Amazing Grace» в сочетании с музыкой, был зафиксирован в 1808 году. Тогда гимн впервые появился на страницах одного из британских псалтырей и назывался «Harmony Grove». Музыка этого гимна напоминала ранее известный гимн Исаака Уоттса — «Земля непорочного наслаждения», написанным в 1790 году. Позднее слова гимна «Amazing Grace» были положены на мелодию «Новая Британия» Уильямом Уолкером. Эта редакция гимна была опубликована в сборнике «Южная гармония» 1835 года. Настоящие автор и название этой мелодии неизвестны, Уолкер сам назвал мелодию «Новая Британия», никак не обосновав своё решение. Традиционная мелодия была объединена с двумя песнями, впервые опубликованными в 1829 году в песеннике «Columbian Harmony». Песни назывались «Gallaher» и «St. Mary», текст которых написали Чарльз Спилмен и Бенджамин Шоу. Спилмен, родом из Кентукки, сочинял музыку в духовных целях, наиболее подходящих для общественного вероисповедания и возрождений. Большинство мелодий были изданы ранее, но «Gallaher» и «St. Mary» изданы не были. Много лет спустя в 1831 году был издан песенник «Virginia Harmony», ставший первым песенником с музыкой, появившимся в печати вплоть до 1990 года пока один из исследователей не опубликовал «Columbian Harmony». Происхождение музыки к этому гимну до сих пор является популярным вопросом для исследования теологами. Предполагается, что народная баллада может иметь шотландское происхождение, потому как многие из новых жителей Кентукки и Теннесси были иммигрантами из Шотландии. Также существует предположение, что музыка к гимну могла быть написана в Виргинии или в Южной Каролине, либо на родине Уильяма Уолкера. По словам Уильяма Рейнолдса, "текст гимна и мелодия «Новая Британия» широко известны и сегодня, поскольку это песнопение считается «неофициальным гимном Америки». До наших дней сохранилась полная коллекция гимнов и музыки Уолкера. Каждый экземпляр этой коллекции пользовался широкой популярностью среди слушателей, и в США было продано приблизительно 600 000 копий, в то время как общее число населения в стране составляло приблизительно 20 миллионов человек. Другой песенник был выпущен в 1844 году и назывался «Священный песенник Арфы». В песенник была также добавлена вокальная партия, заменившая звучание музыкального инструмента. Стив Тёрнер так описал музыку к гимну:

Эта музыка подобна браку, заключённому на небесах… Музыка на фоне «изумительный» вызывает ощущение благоговения. Музыка на фоне «благодать» кажется грациозной. Воскрешение в момент исповеди, как если бы автор открыто вышел к публике и сделал смелую декларацию, что не может идти ни в какое сравнение со смелостью признать собственную слепоту. — Turner, Steve. Amazing Grace: The Story of America’s Most Beloved Song. — 2002.
Другой куплет гимна встречается в романе 1852 года, написанном Гарриет Бичер-Стоу — «Хижина дяди Тома». Первые три куплета символически исполняет главный герой книги, Том, в минуты глубокого душевного кризиса. Стоу также включила в пение своего персонажа ещё один куплет, авторство которого не принадлежит Ньютону. Этот текст был известен в афроамериканском обществе на протяжении почти 50 лет. Позднее, именно этот куплет был добавлен в гимн баптистами, который можно услышать в сегодняшнем его исполнении четвёртого, финального куплета, начинающегося словами «Пройдут десятки тысяч лет». Впервые этот четвёртый куплет появился в сборнике под названием «Духовные песнопения», издании Экселла 1910 года. Добавление четвёртого куплета подразумевает, что авторство всех четырёх куплетов принадлежит Ньютону. Однако именно этот куплет, автор которого неизвестен, ранее присутствовал в гимне «Иерусалим, мой дом родной», но где именно Экселл нашёл эти слова и почему добавил именно их, также неизвестно. Впервые этот гимн был опубликован в книге 1790 года под названием «Коллекция священных баллад»:
| Английский | Русский перевод                                                                                    |
| --- | -------------------------------------------------------------------------------------------------- |
| When we’ve been there ten thousand years, Bright shining as the sun, We’ve no less days to sing God’s praise, Than when we first begun. | Пройдут десятки тысяч лет, Забудем смерти тень, А Богу так же будем петь, Как в самый первый день. |

«Amazing Grace» стал символическим гимном религиозного движения США. «Amazing Grace» с музыкой «Новой Британии» вошёл на страницы нескольких псалтырей, предназначенных специально для чтения солдатам, испытавших страх перед реальной и неизбежной смертью. В те годы религиозные услуги в вооружённых силах были вполне обычным явлением. Специалисты отмечают, что часть отрывков из текста гимна являются своеобразным отражением американской истории. Таким образом, слова гимна «Прошёл немало я скорбей, невзгод и чёрных дней» (англ. «dangers, toils, and snares»), явились горьким пророчеством для американцев, переживших Гражданскую войну 1861—1865 годов.

## Дальнейшая судьба гимна

### Записанные версии
С появлением записи музыки на магнитофонную плёнку и радио, «Amazing Grace» изменил стандарт от религиозного гимна до госпел-композиции. По статистке «AllMusic», к ноябрю 2009 года было записано 5500 версий песни «Amazing Grace». Ставший символическим для Америки гимн «Amazing Grace» особенно полюбился чернокожими госпел-исполнителями, такими как Х. Р. Томлин и Д. М. Гейтс. Афроамериканцы видели в гимне острый смысл ностальгии по ушедшему времени. В период 1940—1950-х годов песню записали исполнители блюза и госпела. Как правило, в своих песнях исполнители отдавали дань памяти пожилым родственникам, воспевая семейные корни и традиции, заложенные поколениями. С музыкальным сопровождением песня была впервые записана в 1930 году скрипачом Фиддином Джоном Карсоном, а в 1922 году гимн исполнил хоровой коллектив «Sacred Harp Choir». Эта запись позднее вошла в каталог фирмы грамзаписи «Окей» (англ. Okeh Records, периода 1926—1930 годов. В основном эти записи были сделаны в жанрах блюза и джаза. В записи был использован мотив национального гимна — «At the Cross», не связанного с мелодией «Новой Британии». Специалисты отмечают, что основная особенность гимна «Amazing Grace» состоит прежде всего в том, что гимн олицетворяет сразу несколько стилей народной музыки, и может рассматриваться музыковедами в качестве примера, иллюстрирующего такие музыкальные приёмы, как «выстрочивание» (англ. lining out), сложившаяся в начале XVII века в Англии и США практика пения псалмов и гимнов, когда священник, пропевая или проговаривая каждую строчку псалма или гимна, направлял общинное пение, а также такого приёма, как «вопрос-ответная форма пения» (англ. call and response) — древний, архаический принцип пения, широко распространённый в африканской народной и культовой музыке, представляющий собой диалог между солистом (проповедником) и ансамблем или хором (прихожанами). Оба приёма стоят у истоков духовной музыки как белокожих, так и чернокожих исполнителей.
В 1960-е годы с появлением политического движения за гражданские права афроамериканцев и оппозиции против войны во Вьетнаме, песня приобрела социально-политический контекст. Одна из наиболее известных и признанных исполнительниц госпела Махалия Джексон записала «Amazing Grace» в 1947 году. Песня в её исполнении часто транслировалась по радио и оказала огромное влияние на музыку 1950—1960-х годов. Махалия исполнила «Amazing Grace» в поддержку партии демонстрантов за гражданские права, объяснив своё решение тем, что так она «придала ощущение магической защиты от опасности, передав заклинание ангелов, спустившихся с небес». Певица неоднократно исполняла гимн во время общественных выступлений, таких как её выступление в Карнеги-холл. Джеймс Бэскер утверждает, что большинство афроамериканцев называет гимн «образцовым негритянским спиричуэлом», считая, что его прослушивание вызывает у слушателя особое чувство радости, которое может испытывать человек, будучи освобождённым от неволи и житейских страданий. Энтони Хейлбут, автор книги «Звучание госпела», утверждает, что слова гимна «прошёл немало я скорбей, невзгод и чёрных дней» являются «прямым доказательством» печального опыта афроамериканцев.
Известная исполнительница фолк-музыки Джуди Коллинз записала песню в конце 1960-х. Время было связано с периодом самоанализа контркультуры. В те годы устраивались дискуссионные встречи-семинары, посвящённые проблемам идеологии контркультуры. Во время одной из таких встреч Джуди впервые исполнила гимн «Amazing Grace». Позднее певица вспоминала, что исполнила в тот день «Amazing Grace» только потому, что это была единственная песня, слова которой были известны всем участниками встречи. Коллинз называла гимн своеобразным талисманом, считая, что песня оказывает особое эмоциональное воздействие на демонстрантов, свидетелей, а также на представителей закона, выступавших против демонстраторов за гражданские права. Певица пришла к этому выводу вскоре после случая, произошедшего во время одной из общественных демонстраций, проходившей в Миссисипи, в 1964 году. Ведущая демонстрации Фэнни Лоу Хэмер напевала гимн «Amazing Grace». К тому времени когда Коллинз записала гимн в 1960-е годы, певица признавалась, что песня «перевернула» её жизнь. Позднее продюсер Коллинз предложил певице включить эту запись в альбом «Whales & Nightingales» (1970). Запись песни проходила в церкви святого Пола, часовне Колумбийского университета, наиболее подошедшей для акустики. В версии Коллинз можно услышать хоровое исполнение певцов-любителей (а капелла), большинство из которых являются близкими друзьями певицы. Коллинз, известная своей привязанностью к алкоголю, утверждала, что исполнение религиозного гимна «исцелило» её. Джуди всегда связывала песню с войной во Вьетнаме, использовав её в качестве катарсиса для своей оппозиции:

Я не знала, как ещё выразить своё негативное отношение к войне во Вьетнаме. Я маршировала, голосовала, посещала тюрьмы во время политических выступлений и работала на кандидатов, в которых верила. Но война по-прежнему бушевала. Не было ничего, что можно было бы сделать, и тогда я решила… спеть «Amazing Grace». — Collins, Judy. Singing Lessons: A Memoir of Love, Loss, Hope, and Healing. — 1998.
Когда песню начали транслировать по радиостанциям, она вскоре очень полюбилась радиослушателям, и многие из них даже просили её выпуска в эфир. В американском хит-параде «Billboard Hot 100» песня достигла позиции #15 и не покидала строчки хит-парада в течение 15 недель. В хит-парадах Великобритании песня лидировала в период между 1970 и 1972 годом, достигнув максимальной позиции #5, и оставаясь в списках около 75 недель. Спустя два года после выпуска сингла Коллинз, песню записал оркестр старшего шотландского полка Британской армии — Королевского шотландского драгунского гвардейского полка, впервые исполнивший песню на великих хайлендских волынках в британском радиоэфире. Это один из лучших военных оркестров волынщиков Шотландии, прославившийся своими совместными трудами с Полом Маккартни, Марком Нопфлером, а также многими рок- и поп-звёздами Великобритании и Голливуда. Запись в исполнении оркестра представляла собой инструментальную версию песни Джуди Коллинз: запись начинается с вводной партии волынки, на фоне которой одиноко звучит голос певицы, сопровождаемый игрой ансамбля волынщиков, рожков и трубы. В британском музыкальном хит-параде «UK Singles Chart» композиция достигла лидирующей позиции — #1, не покидая строчки хит-парада на протяжении 24 недель. В музыкальных хит-парадах США песня достигла позиции #11. К 2002 году стала самой продаваемой инструментальной в британской истории, однако и вызвала жаркую международную полемику в связи с тем, что в оркестре также появилась волынка. Руководитель ансамбля «The Royal Scots Dragoon Guards» был приглашён в Эдинбургский замок и подвергнут суровой критике за то, что включили в своё исполнение звучание волынки.
В течение трёх минут, пока звучит песня, все свободны. Только она, как никто другой, освобождает человека и его душу.
«Amazing Grace» также записали Арета Франклин и Род Стюарт. Арета записала песню в 1972 году, включив её в одноимённый альбом. Этот альбом был удостоен 2-кратной платины и премии «Грэмми». Род Стюарт записал песню в ноябре 1970 года. Запись вошла в альбом «Every Picture Tells a Story». Версии обоих артистов получили известность, что гарантировало популярность песни в будущем. Песню также записал известный кантри-исполнитель Джонни Кэш. Эта запись вошла в студийный альбом музыканта 1975 года «Sings Precious Memories». Кэш посвятил запись памяти своего старшего брата Джека, убитого в результате несчастного случая в тюрьме, где отбывали наказание оба брата в детские годы, когда семья жила в Арканзасе. Семейство Кэш часто исполняли этот гимн во время работ на христианских хлопковых плантациях уже после смерти Джека. Джонни часто исполнял песню во время своих выступлений в тюрьмах.
В Библиотеке Конгресса США хранится коллекция, насчитывающая более 3000 версий «Amazing Grace». Наиболее современными среди них записи таких поп-групп и сольных исполнителей, как Сэм Кук и группа «The Soul Stirrers» (1963), «The Byrds» в альбоме «Live at Royal Albert Hall 1971» (1970), Элвис Пресли в альбоме «He Touched Me» (1971), Скитер Дэвис в альбоме (1972), «Amazing Rhythm Aces» в альбоме «Stacked Deck» (1975), Вилли Нельсон в альбоме «The Sound in Your Mind» (1976) и «The Lemonheads» в альбоме «Hate Your Friends» (1992). Ведущая солистка группы «Boney M.» Лиз Митчелл по традиции открывает им каждый свой концерт, поскольку является убеждённой христианкой. На фестивале «Вудсток» в 1969 году гимн исполнил Арло Гутри.

### Влияние на поп-культуру
«Amazing Grace» стал неотъемлемой частью американской культуры. Песня часто исполняется на общественных мероприятиях и используется для различных маркетинговых кампаний. Гимн стал саундтреком к таким художественным фильмам, как «Ресторан Алисы», «Дочь шахтёра» и «Силквуд». В 2006 году в прокат вышел фильм с одноимённым названием, рассказавший о событиях из жизни одного из основателей движения за отмену рабовладения в Великобритании, Уильяма Уилберфорса. В популярном телесериале «Симпсоны» (серия «Home Sweet Homediddly-Dum-Doodily») семья Фландерсов исполняет гимн. В фильме 1982 года «Звёздный путь II: Гнев Хана» гимн используется в качестве контекста христианской символики в память о смерти Спока. В популярном мультсериале «Бэтмен» (эпизод «Человек, который убил Бэтмена») персонаж Харли Квинн исполняет «Amazing Grace» в сцене похорон Бэтмена и Сида. В фильме «Полицейский из Беверли-Хиллз 3» на похоронах инспектора Тодда, шефа главного героя, «Amazing Grace» исполняет не кто иной, как Эл Грин, выдающийся соул- и госпел-вокалист. Именем «Amazing Grace» был назван персонаж популярного комикса «Супермен», суперзлодейка Amazing Grace. В 12 фильме, снятом по популярному в Японии аниме сериалу «Детектив Конан» «Партитура вызывающая ужасающий трепет» (Full Score of Fear) «Amazing Grace» — одна из ведущих музыкальных тем, и исполняется персонажем — оперной певицей, потерявшей жениха в автокатастрофе. Согласно фильму, эта песня помогла пережить ей горе и простить виновных, а также дважды помириться главным героям.
По словам теолога из Стар Трека, гимн чаще всего воспринимается слушателями как «похоронная музыка». С 1954 года, когда к инструментальной мелодии «Новой Британии» был добавлен орган, «Amazing Grace» стал всё чаще ассоциироваться с похоронами и поминальными службами. Гимн несёт колоссальную смысловую нагрузку, придавая надежду и мужество людям, перенёсших трагедию. Мэри Рурк и Эмили Гватми отмечают, что широкая популярность сделала песню «государственным духовным гимном». «Amazing Grace» звучала в память о таких национальных трагедиях США, как катастрофа шаттла «Челленджер», теракт в Оклахома-Сити и теракты 11 сентября 2001 года.

### Современные интерпретации
В последние годы слова гимна были существенно изменены в религиозных изданиях с целью приуменьшить смысл противоречивого чувства ненависти человека по отношению к самому себе. Таким образом, вторая строфа гимна «Как сладок звук, который спас столь жалкого человека как я!» была заменена на строку «Как сладок звук, который спас и сделал меня сильнее», а слова «спас душу такого человека как я» заменены на «спас и освободил меня». Кэтлин Норрис в своей книге «Amazing Grace: словарь веры» называет это изменение, более свойственным «убогим англичанам», написавших текст, удачно заменивший «смехотворно слабый» оригинал. Однако наиболее вероятной причиной этих изменений могли послужить искажённые интерпретации о значении несчастья и благодати. Ньютон, считавший себя неисправимым грешником, неспособным изменить свою жизнь или искупиться без помощи Бога. После нескольких месяцев изнурительных работ в Сьерра-Леоне, где Ньютон в течение долгого времени пробыл невольником, ощущение того, что он жалкий изгой, не заслуживающий прощения, ещё более усилилось. Когда Ньютон встал на путь духовного совершенствования, его внутренний мир существенно обогатился. Чтобы защититься от собственной гордыни и забывчивости, Джон Ньютон собственноручно написал на карнизе камина в своём кабинете: «И помни, что ты был рабом в земле Египетской, но Господь, Бог твой, вывел тебя оттуда рукою крепкою…» (Второзаконие 5:15).
Общее понимание искупления людских грехов перед Христом и человеческой самооценки активно изменялось ещё со времён Ньютона. С 1970-х годов авторы книг по психотерапии и самопомощи, выдвинули гипотезу о том, что благодать является врождённым качеством всех людей, которые должны сами обнаружить в себе его. В отличие от видения Ньютона, уверенного в том, что духовная нищета — это качество, являющееся ничем иным как сознательным грехом и отдалённостью от Бога, духовная нищета, с точки зрения психологов, означает препятствие физической, социальной и духовной природе, не позволяющей охватить всё великолепие божественной благодати, счастья, или морального удовлетворения. Брюс Хиндмарш предполагает, что светская популярность «Amazing Grace» может объясняться отсутствием в тексте какого-либо прямого упоминания о Боге, а также тем, что текст гимн говорит о способности человека совершенствовать себя самостоятельно без божественного вмешательства. Специалисты отмечают, что «благодать» в понимании Джона Ньютона имела более точное и более ясное значение для слушателей.
Существует мнение, что гимн обладает особой энергетикой, способной оказывать мощное психологическое воздействие на всех его слушателей. Этот вопрос был подробно исследован журналистом Биллом Мойерсом в документальном фильме, выпущенном в 1990 году. Идея к созданию фильма у Мойерса появилась после посещения Линкольн-центра, аудитория состояла преимущественно из христиан и иноверцев. Именно тогда Мойерс заметил, что гимн оказал равное влияние на всех присутствующих. В процессе работы над фильмом и поиска необходимых материалов, Мойерс взял интервью у Джуди Коллинз, Джонни Кэша, оперной певицы Джесси Норман, исполнительницы фолк-музыки Жин Ричи и её семьи, участников хорового коллектива «Sacred Harp» и заключённых тюрьмы «Huntsville Unit» в штате Техас. Коллинз, Кэш и Норман не поддержали мнения о том, что музыка и текст гимна обладают особой энергетикой. Однако Джесси Норман, исполнившая гимн на рок-концерте, посвящённом семидесятилетию со дня рождения Нельсона Манделы, отметила: «Я не знаю, обладает ли этот текст какой-то особой энергетикой, не знаю, действительно ли он настолько сильно трогает многих людей, знаю лишь то, что это мелодия, которая известна всем». Мойерс также взял интервью у одного из заключённых тюрьмы «Huntsville Unit». В интервью заключённый признался Мойерсу, что второй куплет гимна, начинающийся со слов «Сперва внушила сердцу страх, затем — дала покой», вселил в него чувство непреодолимого страха, заставив задуматься над тем, что ему, возможно, уже никогда не удастся изменить собственную жизнь, проходящую в одиночестве, в местах лишения свободы. Госпел-певица Марион Уильямс говорит о гимне: «Это именно та песня, которая трогает всех». По словам другой популярной исполнительницы фолк-музыки Джоан Баэз, «Amazing Grace» является одной из наиболее любимых песен её слушателей. Певица признавалась, что никогда не подозревала о том, что «Amazing Grace» является религиозным гимном.
Согласно «Словарю американской гимнологии», гимн включён более чем в тысячу псалтырей и рекомендован для «случаев отправления церковных обрядов, в момент которых молящийся должен с радостью признать, что наши души спасены только божественной благодатью». Гимн даёт твёрдое уверение в прощении грехов.

### Видео
- Махалия Джексон — Amazing Grace Архивная копия от 20 сентября 2017 на Wayback Machine
- The Royal Scots Dragoon Guards — Amazing Grace Архивная копия от 3 июля 2017 на Wayback Machine
- Джоан Баэз — Amazing Grace Архивная копия от 31 марта 2017 на Wayback Machine
- Арета Франклин — Amazing Grace Архивная копия от 27 июня 2017 на Wayback Machine
- Долли Партон — Amazing Grace Архивная копия от 26 октября 2017 на Wayback Machine
- Celtic Woman — Amazing Grace Архивная копия от 1 октября 2017 на Wayback Machine
- Андреа Бочелли — Amazing Grace